# ブレッチンの戦い
ブレッチンの戦い（ブレッチンのたたかい、英語: Battle of Brechin）は、1452年5月18日、スコットランド王ジェームズ2世の治世中の戦闘であり、スコットランドのブレッチンから約2.5キロ北北東のところで戦われた。
王党派のゴードン氏族とオグルヴィ氏族はハントリー伯爵を司令官として第4代クロフォード伯爵率いる反乱軍と戦い、勝利した。クロフォード伯はその直後にジェームズ2世に降伏し、ダグラス伯爵派はさらに孤立した。ダグラス伯爵派は最終的には1455年のアーキンホームの戦いで敗北して消滅した。
この戦闘の影響には2つの学説がある。1つはジェームズ2世の治世中の内戦の一部であり、王党派と貴族派の争いとする説で、この学説によると、王党派が内戦で勝利したことでスコットランド王国の王権が強化されたという。もう一つの学説は、この戦闘は単なるスコットランド北東部の氏族たちの内輪もめであり、スコットランド全体への影響力は限定的とする説である。